# 後貓屬
后猫属（学名：Metailurus）是后猫族下的一属，生存于约900-600万年前的欧洲及亚洲。模式种为大后猫。
剑齿虎的犬齿长而扁平，现存猫科动物的犬齿为短锥齿。而后猫的犬齿介于二者之间。由于现今发现的后猫化石都是碎片，所以该属下的分类仍有争议。

## 系统分类
后猫属是师丹斯基根据中国山西保德、河南新安和甘肃庆阳等晚中新世的一些带剑齿的猫科头骨和下颌所建，最初包括大后猫（M. major）和小后猫（M. minor），后来又纳入蒙古后猫（M. mongoliensis）、横断山后猫（M. hengduanshanensis）和最晚后猫（M. ultimus）。小后猫现归入吉猫属（Yoshi）。蒙古后猫现则认为地位未定。